# Мехта, Гита
Ги́та Ме́хта (англ. Gita Mehta; 12 декабря 1942[…], Дели, Британская Индия — 16 сентября 2023[…], Дели) — индийская журналистка и писательница, автор документальных фильмов.

## Биография
Родилась в 1943 году в Дели, в семье Биджу Патнаика, деятеля Индийского национально-освободительного движения и затем в 1961—1963 и 1990—1995 годах — главного министра штата Орисса. Младший брат — Навин Патнаик, с 2000 года — главный министр Ориссы. Происходит из народа одиа.
Окончила Кембриджский университет.
В 1970—1971 годах была военным корреспондентом американского телеканала NBC. Кроме того выступила в качестве продюсера и/или режиссёра 14 документальных фильмов, снятых для телевидения Великобритании и других европейских стран, а также США.
Замужем за Сонни Мехтой — главой издательства Alfred A. Knopf. Жила в Нью-Йорке, Лондоне и Дели.
Её книги, в которых затронуты темы культуры и истории Индии и их усвоения на Западе, переведены на 21 язык и становились бестселлерами в Европе, США и Индии.
Скончалась 16 сентября 2023 года.

## Сочинения
книги
- Mehta G. Karma Cola: Marketing the Mystic East. — New York: Simon and Schuster, 1979. — 201 p. — ISBN 0-671-25083-3.
- Raj (1989)
- A River Sutra[англ.]. — Vintage, 1993. — 304 p. — ISBN 978-0679752479.
- Snakes and Ladders: Glimpses of Modern India. — London, Secker and Warburg, 1997. — ISBN 0-436-20417-7.
- Eternal Ganesha. From Birth to Rebirth. — Vendome Press, 2006. — 128 p. — ISBN 978-0865651692.

статьи
- Mehta G., Cutler A.[англ.]. Detection of Target Phonemes in Spontaneous and Read Speech // Language and Speech[англ.]. — 1988 Apr. June; 31(2). — P. 135—156.